# خنافس دودية متوهجة
الخنافس الدودية المتوهجة (الاسم العلمي: Phengodidae)، فصيلة حشرات من رتبة غمديات الأجنحة. توجد في كافة أنحاء العالم.